# Гримм, Вильгельм
Вильге́льм Карл Гримм (нем. Wilhelm Karl Grimm; 24 февраля 1786, Ханау, — 16 декабря 1859, Берлин) — немецкий филолог, брат Якоба Гримма. Представитель, как и брат, гейдельбергских романтиков, ставивших целью возрождение общественного и научного интереса к народной культуре (фольклору).

## Биография
Третий сын Филиппа Вильгельма Гримма (1751—1796), амтмана города Штайнау-ан-дер-Штрасе, и Доротеи Циммер (1755—1805). Вместе со своим старшим братом Якобом посещал старейшую гимназию Касселя — Lyceum Fridericianum (нем. das Friedrichsgymnasium), а затем поступил в Марбургский университет, где изучал немецкое право под руководством профессора Фридриха Савиньи. После окончания университета вернулся в Кассель, где жил в доме своей матери, к тому времени уже овдовевшей.
Проблемы со здоровьем (он страдал астмой и, кроме того, жаловался на боли в сердце) долгое время мешали ему получить какую-либо должность; и с 1806 года он присоединился к работе по собиранию германских сказок, начатой его братом Якобом. В 1809 году проходил курс лечения у известного доктора Иоганна Христиана Рейля в городе Галле, проживая в доме своего друга, композитора И. Ф. Райхардта.
В Галле он познакомился с Клеменсом Брентано, и окончив курс лечения, вместе с ним переехал в Берлин. В столице Пруссии он снимал большую квартиру вместе с К. Брентано и Карлом Иоахимом фон Арнимом. Впрочем, спустя некоторое время он возвратился в Кассель, где встретился с Гёте, который «сердечно благодарил его за усилия на благо давно забытой культуры». С 1814 по 1829 г. занимал должность Секретаря Гессенской ландграфской библиотеки в г. Касселе.
В 1825 г. женился на Генриетте Доротее Вильд. В 1828 г. родился его сын Герман Гримм (1828—1901) — впоследствии известный историк литературы, профессор Берлинского университета и соучредитель «Общества Гёте».
В 1831-1835 гг. Вильгельм Гримм занимал должность Библиотекаря Гёттингенского университета, а в 1835 г. стал его экстраординарным профессором. За участие в протесте «Гёттингенской семёрки» (как и его старший брат) в 1837 г. по распоряжению герцога Ганноверского был снят со всех должностей и выслан из страны. Однако, в 1841 г. был приглашён в Берлин прусским королём Фридрихом Вильгельмом IV; в том же году избран действительным членом Прусской академии наук. В течение 18 лет, до своей смерти, занимал кафедру в Берлинском университете и работал над «Немецким словарём». Его смертельная болезнь, начавшаяся с обычного фурункула на спине, развивалась в течение двух недель. 16 декабря 1859 года паралич лёгких стал причиной его смерти.

## Значение деятельности
Опубликованные братьями Гримм книги по истории и грамматике немецкого языка, на фоне многочисленных диалектов последнего, явились стимулом к оформлению лингвистики (языкознания) в самостоятельную научную дисциплину. Вместе с братом составил знаменитое собрание немецких сказок, положил начало систематическому научному изучению рунической письменности.